# Ленково (Польща)
Ленково (пол. Łękowo) — село в Польщі, у гміні Граєво Ґраєвського повіту Підляського воєводства.
Населення — 79 осіб (2011).
У 1975-1998 роках село належало до Ломжинського воєводства.

## Демографія
Демографічна структура станом на 31 березня 2011 року:
|          | Загалом | Допрацездатний вік | Працездатний вік | Постпрацездатний вік |
| -------- | ------- | ------------------ | ---------------- | -------------------- |
| Чоловіки | 41      | 5                  | 30               | 6                    |
| Жінки    | 38      | 3                  | 26               | 9                    |
| Разом    | 79      | 8                  | 56               | 15                   |